# 吉岡隆徳
吉岡 隆徳（よしおか たかよし（または「たかのり」）、1909年（明治42年）6月2日 - 1984年（昭和59年）5月5日）は、昭和初期に活躍した日本の陸上短距離選手。東京高等師範学校（現在の筑波大学）を卒業、元東京女子体育大学教授。名前は「たかよし（たかのり）」のほか、通称で「りゅうとく」とも呼ばれた。身長165cm、体重61kg。

## 経歴

### 現役時代まで
1909年6月、島根県簸川郡西浜村（後の湖陵町、現・出雲市湖陵町大池）にある彌久賀神社の宮司、春日千代主の四男（春日隆徳）として生まれ、小学校卒業後に斐川町（現・出雲市）の吉岡家の養子となる。自宅と学校（尋常小学校と中学校）との間には砂丘があり、そこを歩いたり遊んだりすることで足腰が鍛えられたという。
旧制島根県立杵築中学校（現・島根県立大社高等学校）を3年で中退し、1925年に島根県師範学校本科1年に転入した。この年、陸上競技の指導で来県していたパリオリンピック100メートル代表の谷三三五にスプリンターとしての才能を見いだされる。1927年には第8回極東選手権競技大会（上海）に日本代表として出場、100メートルでは3位となる。優勝したのはフィリピンのデイヴィッド・ネポムセノで、日本の選手は100メートルで過去にフィリピン選手に勝ったことがなく、吉岡は「初めてフィリピン選手を破る日本選手になる」ことを目標にした。この大会では200メートルでも2位に入賞している。
1930年に東京高等師範学校に進学する。同年5月、第9回極東選手権競技大会の男子100メートルに日本選手として初めて優勝した。100メートルでフィリピン選手に勝つという目標を達成し、晩年の吉岡は現役時代の「思い出に残るレース3つ」の1番目に挙げていた。1か月後の6月、京城府（現・ソウル特別市）で開かれた競技会で10秒7の日本タイ記録をマーク。この記録は翌1931年4月に南部忠平が10秒6で更新するが、吉岡はその1か月後に10秒5を出して王座を奪い返した。東京高等師範への進学後は100メートルで10秒台がコンスタントに出るようになっていた。この大会では200メートルにも優勝し、2冠を達成している。
1932年8月、吉岡は第10回ロサンゼルス五輪で、100メートルに出場、6位入賞を果たした。晩年の吉岡は、「レースのときの心理状態や走っている姿を克明に覚えているのは、このレースだけですね」と述べている。同じ100メートルで金メダルをとり、「深夜の超特急」と呼ばれたエディ・トーランにちなんでスポーツライターの川本信正（当時読売新聞記者）は吉岡に「暁の超特急」という呼び名を付けた。一つ前の準決勝ではトーランとダナイ・ジュバートに次ぐ3着だったが、吉岡自身は3人ほぼ同着であると確信しており、判定写真（公式な順位決定には使用されなかった）で自身の腕とジュバートの胸がトーランより先にゴールテープに触れていたのを見て、（勝つことを念じていた）トーランに勝っていたと晩年まで語っていた。
このときの吉岡以降、日本人のオリンピックの短距離種目での決勝進出者は1992年のバルセロナオリンピック400メートルでの高野進まで現れなかった。
100メートル決勝翌日の8月2日に行われた200メートル予選では準々決勝で敗退。8月7日、南部忠平、阿武巌夫、中島亥太郎と組み出場した4×100メートルリレー決勝では5位入賞を果たした。
オリンピック翌年の1933年9月23日に、第15回関東学生対校で自己記録を0秒1更新する10秒4を記録している。
1934年に東京高等師範学校体育科を卒業した。卒業後も研究科に残る傍ら高等師範附属中学校の教職にも就き、卒業した年の10月にファンの女性と結婚した。同年の第10回極東選手権競技大会（マニラ）では200メートルで連覇を達成している。卒業以後は「大塚クラブ」を所属として競技会に出場した。
1935年6月9日（南甲子園運動場、関東近畿フィリピン対抗陸上競技大会）と6月15日（明治神宮外苑競技場、日比対抗戦）に10秒3の世界タイ記録を達成した。吉岡によると、甲子園での記録樹立は想定の範囲内で感慨はなく、東京の大会で記録を出すべきという考えから日比対抗戦で記録を狙い、当日は体が重くて気が乗らなかったのに記録が出たレースとして記憶に残ったという。この記録は日本陸上界の短距離走が世界に追いついたことを意味する非常に意義のあるものだった。
その翌年のベルリンオリンピックに吉岡は日本中からメダル獲得の大きな期待を寄せられた。だが、オリンピックを意識するあまり、吉岡は大会の半年前から不眠症にかかり、ベルリン到着後は睡眠薬を服用するほどになっていた。こうしたプレッシャーにより10秒8の平凡な記録で2次予選（準々決勝）落ちしてしまう。このレースで吉岡は、90メートルラインをゴールラインと間違えてスピードを落としかけていたという。その結果に責任を感じて吉岡はレース後に「申し訳ありません」と書いた手紙を恩師や友人に送り、一時は自殺まで考えた（帰路の船から飛び込みを図って佐々木吉蔵に止められたという）。しかし、日本で迎えた小学生に「吉岡選手、悲観するな。この次のオリンピックで頑張ってください。ご苦労様でした」と励まされたことで再び競技の道に戻ることができた。現役時代、日本陸上競技選手権大会の100メートルに、1931 - 32年、1935年、1938 - 1940年の6回優勝を果たす。この優勝回数は神野正英に破られるまでは最多記録で、2022年現在も歴代2位である。
1941年には広島高等師範学校に招かれ教授に就任する、戦争で陸上競技のトレーニングが十分できる環境ではなくなり、吉岡は1943年の「国民錬成大会」の100メートルに出場して11秒2で2位となったのを最後に競技を退いた。

### 現役引退後
1945年8月6日に吉岡は同校学生を連れて東洋工業内で勤労奉仕中原爆投下に遭うが、爆心地から10km離れていたため吉岡に大きな怪我はなかった。しかし、中心部に残った家族に会うため、途中瀕死の人達を無視し先を急いだ自身の行動にショックを受け教職を捨てた。戦後は広島県教育委員会保健体育課長に職を移り、1951年の第6回国民体育大会広島開催に尽力するなど戦後の約10年間、陸上の現場から離れ体育行政に携わった。また、1952年には広島カープの初代トレーナーを務めるなど当地のスポーツ界に功績を残した。長崎県教育委員会保健体育課長時代の1956年、学童用の粉ミルクを横流ししたとして逮捕され、裁判で執行猶予となった。当時は児童に不人気な粉ミルクの転売はどこの都道府県も密かに行っており、保阪正康は有名人の吉岡の逮捕は「一罰百戒の意味を持たせていた」と指摘している。

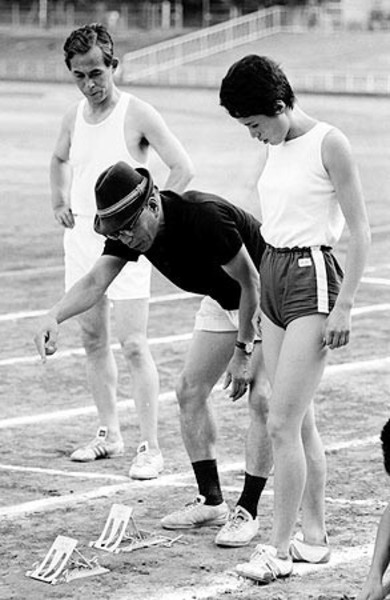
依田郁子（右）を指導する吉岡（中）。左は田島直人。

裏方の仕事を続けるうち指導者としてベルリンの屈辱を晴らしたいと強く願うようになる。吉岡は中央大学の陸上部監督やリッカーミシン陸上部コーチ（後に監督）として陸上競技の現場に復帰した（日本陸上競技連盟の特別コーチにもなり、東京オリンピック候補選手の強化コーチも務める）。指導者としては依田郁子（リッカーミシン）や飯島秀雄を育てた。飯島には高校時代に出会って素質に惚れ込み学休期に指導を始め、飯島が早稲田大学に進学した後も個別指導を行った。
東京オリンピック終了後にリッカーミシンを辞した。一方飯島秀雄への指導は、飯島が茨城県庁に進んでからも続いたが、1968年の夏頃に関係は絶たれたとされる。
1970年には東京女子体育大学の教授となった。吉岡は、「100メートルは私の一生の友です。齢をとったからといって、この友と別れるわけにはいかない」と、高齢になっても100メートルをどの程度の記録で走れるかにこだわり、マスターズ大会や東京女子体育大の運動会に出走した。70歳の東京女子体育大運動会では15秒1を記録している。しかし1983年6月にアキレス腱を切断して入院した。この負傷は自身のトレーニングではなく、才能を見込んだ高校生選手の指導に熱を入れて手本を示そうと走ったときに起きたという。5か月の入院と手術を経て同年11月下旬に退院したが、それから間もない12月上旬に胃に激痛を発して再度入院。回復することなく、1984年5月5日午後3時10分、東京都立府中病院（現・東京都立多摩総合医療センター）にて胃癌のため死去した。吉岡の葬儀は5月8日に三鷹市の禅林寺で営まれ、1500人の弔問客が訪れた。
島根県では毎年吉岡の功績をたたえ、「吉岡隆徳記念出雲陸上競技大会」および小中学生対象の「吉岡隆徳賞記念短距離記録会」が開催されている。また2020年には吉岡の出生地である出雲市湖陵町大池の彌久賀神社脇に記念碑が建立された。

## 選手としての特徴
吉岡の走りで特に優れていた部分はスタートダッシュで、中間疾走（30 - 80メートル）の前半でスピードがピークに達した。そのかわり、ラスト20メートルでは速力が落ちた。スタート時は体を低くして足を「八」にした構えから、強靱な筋力によって強いダッシュをかけた。
NHKの取材でスタート時の神経を鋭敏にする訓練について、「私は電話の音が鳴ればすぐその方向に体を動かす癖があります。信号が赤から青に変わればすぐ歩き出す」と答えている。
当時、日本では陸上競技に必ずしもコーチがつかず、吉岡は独力で生活や練習量、タイムを克明に記録して最適となる環境や条件を分析した。保阪正康は「吉岡はその生活すべてをその記録の向上にだけふりむけた」と評している。吉岡は現役時代故障らしい故障を経験することがなく、保阪はその点について「摂生と健康管理に耐え抜く精神力ももっていた」と指摘した。
競技時には白い鉢巻を締めたが、これは郷里で野や海で働くときに巻く習慣にならったというものだった。

## 著書
- 『短距離走』金子書房、1951年
- 『短距離走法の新技術』不昧堂書店、1959年
- 『スランプ』（小野三嗣・調枝孝治共著）不昧堂書店、1971年
- 『わが人生一直線』日本経済新聞社、1979年

## 関連書籍
- 『栄光なき天才たち』（ヤングジャンプ・コミックス）集英社、1988年。第二巻、第15話に『吉岡隆徳』を所収。ISBN 978-4088614748
- 『栄光なき天才たち 』伊藤智義（原作）・森田信吾（絵）、（集英社文庫コミック）集英社、1997年。第一巻、第7話に『吉岡隆徳』を所収。ヤングジャンプ・コミックスを再構成している。ISBN 978-4086170925
- 辺見じゅん『夢、未だ尽きず 平木信二と吉岡隆徳』文藝春秋、1998年、ISBN 978-4163535609）
- 辺見じゅん『暁の超特急 吉岡隆徳ものがたり』松江今井書店、2001年、ISBN 978-4895930383